# Buthidae
Famille
Synonymes
- Microcharmidae Lourenço 1996

Les Buthidae sont une famille de scorpions.

## Distribution
Les espèces de cette famille se rencontrent sur tous les continents, généralement dans leurs parties les plus chaudes, dans des terrains désertiques ou semi-désertiques.

## Description

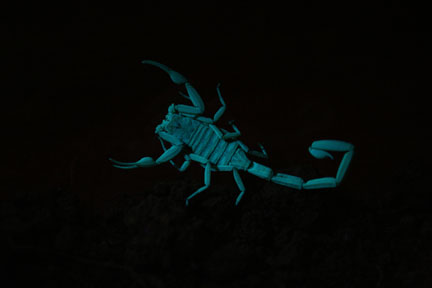
Centruroides sculpturatus en ultraviolet

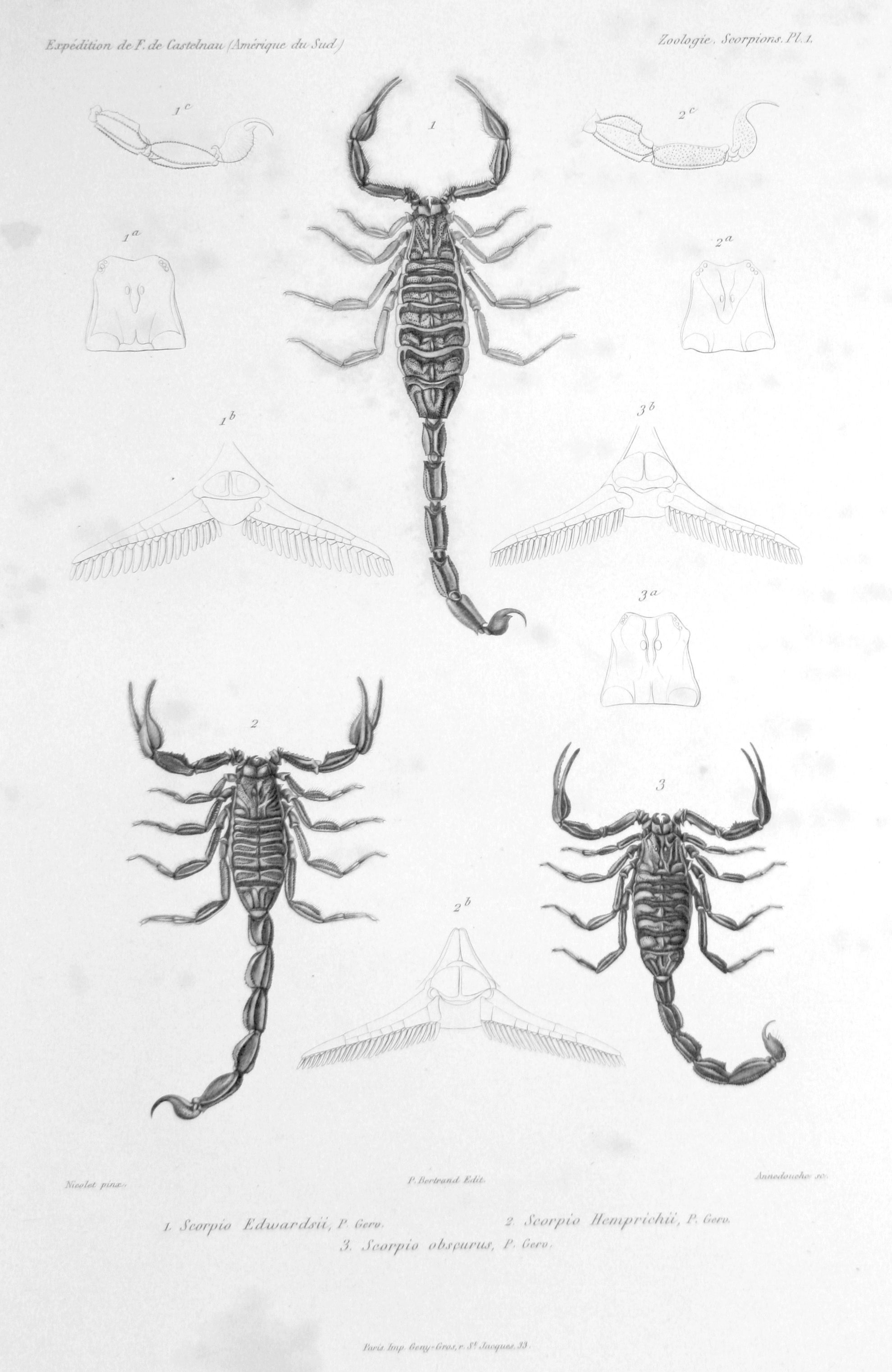
Des Buthidae sud-américains selon le Comte Francis de Laporte de Castelnau

Ces scorpions mesurent de 20 à 120 mm de long.
Cette famille contient de nombreuses espèces dont la piqûre est dangereuse, voire mortelle, pour celles qui produisent un venin neurotoxique (de grade 4), pour l'être humain.
Les portées comptent entre 10 et 150 petits scorpions (pullus).

## Liste des genres
Selon The Scorpion Files (15/07/2024) :
- Aegaeobuthus Kovařík, 2019
- Afroisometrus Kovařík, 1997
- Afrolychas Kovařík, 2019
- Akentrobuthus Lamoral, 1976
- Alayotityus Armas, 1973
- Androctonus Ehrenberg, 1828
- Anomalobuthus Kraepelin, 1900
- Apistobuthus Finnegan, 1932
- Australobuthus Locket, 1990
- Babycurus Karsch, 1886
- Baloorthochirus Kovařík, 1996
- Barbaracurus Kovařík, Lowe & Šťáhlavský, 2018
- Birulatus Vachon, 1974
- Buthacus Birula, 1908
- Butheoloides Hirst, 1925
- Butheolus Simon, 1882
- Buthiscus Birula, 1905
- Buthoscorpio Werner, 1936
- Buthus Leach, 1815
- Centruroides Marx, 1890
- Chaneke Francke, Teruel & Santibáñez López, 2014
- Charmus Karsch, 1879
- Cicileiurus Teruel, 2007
- Cicileus Vachon, 1948
- Compsobuthus Vachon, 1949
- Congobuthus Lourenço, 1999
- Darchenia Vachon, 1977
- Egyptobuthus Lourenço, 1999
- Femtobuthus Lowe, 2010
- Fetilinia Lowe & Kovařík, 2021
- Gint Kovařík, Lowe, Plíšková & Šťáhlavský, 2013
- Grosphus Simon, 1880
- Hemibuthus Pocock, 1900
- Hemilychas Hirst, 1911
- Heteroctenus Pocock, 1893
- Hottentotta Birula, 1908
- Iranobuthus Kovařík, 1997
- Ischnotelson Esposito, Yamaguti, Souza, Pinto da Rocha & Prendini, 2017
- Isometroides Keyserling, 1885
- Isometrus Ehrenberg, 1828
- Jaguajir Esposito, Yamaguti, Souza, Pinto da Rocha & Prendini, 2017
- Janalychas Kovařík, 2019
- Karasbergia Hewitt, 1913
- Kraepelinia Vachon, 1974
- Langxie Tang, Jia & Liu, 2023
- Lanzatus Kovařík, 2001
- Leiurus Ehrenberg, 1828
- Liobuthus Birula, 1898
- Lissothus Vachon, 1948
- Lychas C. L. Koch, 1845
- Mauritanobuthus Qi & Lourenço, 2007
- Mesobuthus Vachon, 1950
- Mesotityus González-Sponga, 1981
- Microbuthus Kraepelin, 1898
- Microcharmus Lourenço, 1995
- Microtityus Kjellesvig-Waering, 1966
- Neobuthus Hirst, 1911
- Neogrosphus Lourenço, 1995
- Neoprotobuthus Lourenço, 2000
- Odontobuthus Vachon, 1950
- Odonturus Karsch, 1879
- Olivierus Farzanpay, 1987
- Orthochiroides Kovařík, 1998
- Orthochirus Karsch, 1891
- Pantobuthus Lourenço & Duhem, 2009
- Parabuthus Pocock, 1890
- Pectinibuthus Fet, 1984
- Physoctonus Mello-Leitao, 1934
- Picobuthus Lowe, 2010
- Plesiobuthus Pocock, 1900
- Polisius Fet, Capes & Sissom, 2001
- Pseudolissothus Lourenço, 2001
- Pseudolychas Kraepelin, 1911
- Pseudouroplectes Lourenço, 1995
- Razianus Farzanpay, 1987
- Reddyanus Vachon, 1972
- Rhopalurus Thorell, 1876
- Saharobuthus Lourenço & Duhem, 2009
- Sahil Kovařík, 2024
- Sanaag Kovařík, 2024
- Sassanidotus Farzanpay, 1987
- Somalibuthus Kovařík, 1998
- Somalicharmus Kovařík, 1998
- Spelaeolychas Kovařík, 2019
- Teruelius Lowe & Kovařík, 2019
- Thaicharmus Kovařík, 1995
- Tityopsis Armas, 1974
- Tityus C. L. Koch, 1836
- Troglorhopalurus Lourenço, Baptista & Giupponi, 2004
- Trypanothacus Lowe, Kovařík, Stockmann & Šťáhlavský, 2019
- Uroplectes Peters, 1861
- Vachoniolus Levy, Amitai & Shulov, 1973
- Vachonus Tikader & Bastawade, 1983
- Xenobuthus Lowe, 2018
- Zabius Thorell, 1893

Selon World Spider Catalog (version 23.5, 2023) :
- † Cretaceousbuthus Lourenço, 2022
- † Palaeoakentrobuthus Lourenço & Weitschat, 2000
- † Palaeoisometrus Lourenço & Weitschat, 2005
- † Palaeogrosphus Lourenço, 2000
- † Palaeolychas Lourenço & Weitschat, 1996
- † Palaeoprotobuthus Lourenço & Weitschat, 2000
- † Palaeospinobuthus Lourenço, Henderickx & Weitschat, 2005
- † Uintascorpio Perry, 1995

## Systématique et taxinomie
Cette famille a été décrite par C. L. Koch en 1837.
Cette famille comprend 1250 espèces dans les 95 genres.
Les Microcharmidae, placés en synonymie avec les Buthidae par Volschenk, Mattoni et Prendini en 2008, relevés de synonymie par Lourenço, Waeber et Wilmé en 2019, ont été placés en synonymie par Lowe et Kovařík en 2022.
Les genres Ananteris, Ananteroides, Himalayotityobuthus, Lychasioides, Microananteris, Tityobuthus et Troglotityobuthus, ainsi que les genres fossiles Archaeoananteroides, Palaeoananteris et Palaeotityobuthus ont été placés dans la famille des Ananteridae par Ythier en 2024.

## Publication originale
- C. L. Koch, 1837 : « Scorpionen. » Übersicht des Arachnidensystems, Nürnberg, C.H. Zeh'sche Buchhandlung, p. 36–40 (texte intégral).